# Todo es nuevo (canción)
«Todo es nuevo» es una canción interpretada por la cantante anglo-española Jeanette, incluida en su primer álbum de estudio, Todo es nuevo. La discográfica alemana Ariola la publicó en 1977 como el primer sencillo del álbum. Fue compuesta por André Popp(†) y Jean-Claude Massoulier(†) con la producción de Popp. Su composición se basó en la melodía «Tric-tac» composición de Popp con Massoulier y la crítica apunta que hace recordar los sonidos revoltosos de «Porque te vas» con estilo pop- chanson. «Todo es nuevo» alcanzó el puesto 5 del listado musical de España y tiene versiones en francés y alemán. 

## Antecedentes, composición y lanzamiento
Jeanette grabó el álbum Todo es nuevo (1977) casi en simultáneo con la promoción del sencillo «Porque te vas» que estuvo en los primeros lugares de las listas musicales de Europa. Ariola permitió que Jeanette trabajara con Hispavox que conllevo que la cantante edite anteriores canciones al francés. Tras esto, Ariola contacta a André Popp, reconocido compositor de Francia y de inmediato escribe esta canción en francés. Popp uso como base musical la melodía que compuso junto a Jean-Claude Massoulier titulada «Tric-tac» en 1970 e incluyó el saxofón característico de «Porque te vas» para el sonido sea reconocido de manera inmediata evocando a Jeanette.
En 1977 se lanzó esta canción como primer sencillo. Su adaptación al español fue hecha por Carlos Luengo. Su versión en francés se titula «Tout est nouveau sous mon soleil» y describe que los sucesos buenos en una relación amorosa siempre se repetirán cada día, mientras que su versión en español se centra en la felicidad. También se grabó una versión en alemán con el título de «Mein lieber freund» («Mi querido amigo»). Este sencillo tuvo distribución (según discogs) en países de Europa (Alemania, España, Francia y Portugal) y América (Venezuela y Perú).

## Recepción
El 26 de junio de 1977 «Todo es nuevo» aparece en el listado Clasificación Nacional del Disco del diario ABC de España en el ubicación 8. En la edición del 25 de septiembre de ese año «Todo es nuevo» alcanza la posición 5 de ese listado. La televisora española La 2 transmitió en su carta de ajuste un especial de Jeanette donde interpretó esta canción en diciembre de 1977.
Julián Molero de lafonoteca comentó en la reseña del disco que los sonidos de «Todo es nuevo» caen en el eclecticismo (de «Porque te vas») y recuerda a canciones alegres con acompañamientos humorísticos y graves de saxo barítono parecidos a los de canciones de Sandie Shaw. Molero finaliza indicando de Popp saca buen partido a la voz aniñada de Jeanette y al despliegue orquestal que es discreto como efectivo. Vicente Fabuel hizo dos críticas a André Popp referidos a su trabajo en el álbum donde se incluye esta canción. En 1998 Fabuel publicó el libro Las chicas son guerreras: antología de la canción popular femenina en España y dijo que Popp explota la vena de Lolita de Jeanette que uno siempre le ha supuesto. La periodista Anje Ribera señaló en una biografía de la cantante que Todo es nuevo es un excelente disco aunque lamenta su nula repercusión en España. En 1977 Ariola incluye esta canción en el compilado Super 20 International distribuido en Alemania.

## Lista de canciones
| Sencillo de 7" (1977) |                                                                                   |          |  |
| N.º                   | Título                                                                            | Duración |  |
| 1.                    | «Todo es nuevo» (André Popp - Jean-Claude Massoulier / Adaptación: Carlos Luengo) | 3:29     |  |
| 2.                    | «Pequeña preciosa» (J. Dimech)                                                    | 3:16     |  |

| Sencillo de 7" (1977) |                                                                                   |          |  |
| N.º                   | Título                                                                            | Duración |  |
| 1.                    | «Tout est nouveau» (André Popp - Jean-Claude Massoulier)                          | 3:29     |  |
| 2.                    | «Todo es nuevo» (André Popp - Jean-Claude Massoulier / Adaptación: Carlos Luengo) | 3:29     |  |

| Sencillo de 7" (1977) |                                                                                    |          |  |
| N.º                   | Título                                                                             | Duración |  |
| 1.                    | «Mein lieber freund (Todo es nuevo)» (André Popp - Jean-Claude Massoulier)         | 3:29     |  |
| 2.                    | «Ich Singe La La La (Enséñame A Cantar)» (Canción de Micky - Comp. Fernando Arbex) | 3:55     |  |

## Créditos
- Jeanette: voz y coros.
- André Popp: composición, letra y producción.
- Jean-Claude Massoulier: composición y letra.
- Michel Popp: dirección artística y técnica.
- Didier Pitois: ingeniero de sonido.
- Manolo: fotografía
- Compañía discográfica: Ariola

Fabricado en España por Ariola Eurodisc S.A. Impuesto de lujo. permiso Nº-6649 Arabella Ed. Music., S.A. ℗ 1977 Ariola-Eurodisc S.A.
Fuentes: notas del sencillo «Todo es nuevo».

## Posición en listas
| Lista                           | Posición |
| ------------------------------- | -------- |
| España (Clasificación nacional) | 5        |